# Adebayo Akinfenwa
Saheed Adebayo Akinfenwa, född 10 maj 1982 i Islington, London, är en engelsk före detta fotbollsspelare. Han bänkpressar 405lbs, vilket motsvarar cirka 180kg och har av FIFA kallats för världens starkaste fotbollsspelare.
I samband med att han 2017 gav ut boken The Beast: My Story uppmärksammades han i media när han berättade om rasismen inom idrotten.

## Karriär
Akinfenwa föddes i London. Som tonåring gick han till den litauiska klubben FK Atlantas efter ett råd av sin agent, vars svåger kände en medlem av tränarstaben där. Han tillbringade två år i klubben innan han återvände till Storbritannien i början av 2003, då han gick till walesiska mästarna Barry Town. Akinfenwa spelade bara en handfull matcher i klubben som drabbades av en finanskris och släppte sina professionella spelare. 
Akinfenwa gick i oktober 2003 till Boston United. I sin debut mot Swindon Town i Football League Trophy gjorde han det avgörande målet under slutminuterna av matchen. Han flyttade följande månad till Leyton Orient, men släpptes därifrån efter endast en månad. I december 2003 flyttade han till Rushden & Diamonds och i februari 2004 gick han till Doncaster Rovers, hans femte klubb för säsongen.
Anledningen till att Akinfenwa på senare tid blivit en mer känd spelare är inte i första hand hans spel på planen utan på hans styrka och stora muskler. Han är den starkaste spelaren i spelen FIFA 11, FIFA 12, FIFA 13, FIFA 14, FIFA 15, FIFA 16, FIFA 17, FIFA 18, FIFA 19, FIFA 20, FIFA 21 och FIFA 22.